# Josef Guttmann
Josef Guttmann (23. května 1902 Tábor – 9. května 1956 New York) byl československý levicový novinář a politik židovského původu. Jako člen Komunistické strany Československa (KSČ) ostře kritizoval moskevské procesy z 30. let a byl proto vyloučen ze strany.

## Život a politická činnost
Josef Guttmann se narodil v Táboře do židovské rodiny, otci Vilému Guttmannovi a jeho ženě Hedvice, roz. Robičkové. Později absolvoval Vysokou školu obchodní v Praze a poté byl bankovním úředníkem. Už od mládí byl radikálně levicově orientován, působil v Mezinárodním sdružení marxistických akademiků a v Komsomolu, členem KSČ se stal již roku 1921. Stranicky povýšil na konci 20. let, což byla doba, kdy strana procházela nejen fází tzv. bolševizace, ale také procesem ideologického přizpůsobování oficiální linii KSSS a Kominterny. Stal se jedním z předních funkcionářů strany pod novým vedením Klementa Gottwalda, 2. listopadu 1928 byl přibrán do politbyra, což potvrdil i VI. sjezd KSČ v březnu 1931. Až do svého vyloučení v roce 1933 byl též šéfredaktorem Rudého práva.
V červnu 1932 se českoslovenští komunisté v otázce hodnocení sociální demokracie pokusili odklonit od politiky KSSS, a to zejména kvůli nebezpečí nacismu v Německu. KSČ se začala orientovat na politiku tzv. jednotné fronty proti fašismu, zatímco výkonný výbor Komunistické internacionály už od července 1929 podobné snahy jako podporu tzv. sociálfašismu zakazoval. Guttmann, tehdy již druhý nejmocnější muž ve straně hned po generálním tajemníkovi Gottwaldovi, ostře kritizoval německé komunisty, protože vytvoření takové jednotné fronty se sociálními demokraty zabránili. Na XII. plénu výkonného výboru Kominterny (od 27. srpna do 15. září 1932) tyto rozpory vyvrcholily v konfliktu mezi Guttmannem a Ulbrichtem, který se stal známým jako „Guttmannova aféra“.
Guttmann nejprve ztratil svou pozici ve stranických novinách a v roce 1933 byl jako trockistický odpadlík vyloučen ze strany. Krátce na to se stal ostrým kritikem stalinských moskevských procesů, a to zejména prostřednictvím dvou společně se Závišem Kalandrou sepsaných prací: Odhalené tajemství moskevského procesu a Druhý moskevský proces. V letech 1937 a 1938 se spolu s Kalandrou také pokusil vydávat alternativní noviny ke stranickému tisku věrnému Stalinovi, nicméně nakonec se rozhodl pro emigraci a v roce 1939 odcestoval do USA, kde poté pracoval jako redaktor českého vysílání amerického rozhlasu. Do Československa se již nevrátil.

## Dílo
- Základy Marxovy nauky hospodářské, Praha: Komunistické nakl. a knihkupectví, 1925
- Kdo jsou a co chtějí likvidátoři, Hamburg / Berlin: Carl Hoym Nachf., Louis Cahnbley, 1929
- Proč je pětiletka pro nás vzorem. Polemika s panem Peroutkou, Praha: K. Borecký, 1932
- Odhalené tajemství moskevského procesu, spolu se Závišem Kalandrou, Praha: vlastním nákladem, 1936
- Druhý moskevský proces, spolu se Závišem Kalandrou, Praha: vlastním nákladem, 1937

Guttmann se také soukromě zabýval židovskou historií a genocidou Arménů v Turecku, o níž napsal ve Spojených státech několik pojednání a srovnal ji s šoa.